# Février 1983

## Actualités du mois
- 4 février[1] : dissolution de l'Assemblée de la République au Portugal.
- 4 février : découverte et isolement au microscope électronique du virus de l'immunodéficience humaine, rétrovirus provoquant le syndrome d'immunodéficience acquise par une équipe de l'Institut Pasteur. Ce fut l'une des plus grandes découvertes sur la maladie qui est restée de nombreuses années sans germes sur qui porter le chapeau.

- 5 février : extradition vers la France du criminel de guerre Klaus Barbie.

- 8 février : le rapport de la commission d’enquête Kahane entraîne la démission d’Ariel Sharon en mars.

- 23 février : création du Comité consultatif national d'éthique.

- 25 février (Pérou) : la région d'Ayacucho est déclarée zone d’urgence et placée sous commandement militaire[2], sans que la paix y revienne pour autant. Le président Belaúnde Terry donne carte blanche à l’armée pour réprimer la guérilla, ce qui se traduit par une augmentation des violations des droits de l’homme.

## Naissances
- 1er février : Jurgen Van den Broeck, cycliste belge / Marilou Berry, actrice française.
- 3 février : Laurent Maistret, mannequin, danseur, sportif et animateur de télévision français.
- 5 février : Olga Chajdas, réalisatrice et scénariste polonaise.
- 9 février : Matty Cardarople, un acteur américain
- 11 février : Rafael van der Vaart, footballeur néerlandais.
- 13 février : Reem Kherici est une actrice, réalisatrice et scénariste française d'origine italo-tunisienne.
- 14 février : 
  - Bacary Sagna, footballeur français (Arsenal Football Club)
  - Sung Hoon, acteur sud-coréen.
- 21 février : Mélanie Laurent, actrice et chanteuse française.
- 23 février : Emily Blunt, actrice britannique.
- 24 février : Isabelle Ithurburu, journaliste rugby française.
- 26 février : Kara Monaco, modèle et actrice américaine, Playmate of the Year 2006

## Décès
- 5 février : Judith Alpi, peintre chilienne (° 3 mars 1893).
- 8 février : Serge Ivanoff, peintre d'origine russe (° 25 décembre 1893).
- 22 février : Romain Maes, coureur cycliste belge (° 10 août 1912).
- 25 février : Tennessee Williams, écrivain américain (° 26 mars 1911).